# Jania lobata
Jania lobata Zanardini, 1858  é o nome botânico de uma espécie de algas vermelhas pluricelulares do gênero Jania.
- São algas marinhas encontradas no Yemen.

## Sinonímia
Não apresenta sinônimos.